# Nick Zakelj
Nick Zakelj (Broadview Heights, 22 giugno 1999) è un giocatore di football americano statunitense che milita nel ruolo di offensive tackle per i San Francisco 49ers della National Football League (NFL).

## Carriera

### San Francisco 49ers
Zakelj al college giocò a football alla Fordham University. Fu scelto dai San Francisco 49ers nel corso del sesto giro (187º assoluto) del Draft NFL 2022. Nella sua stagione da rookie disputò 5 partite, nessuna delle quali come titolare.

## Palmarès
- National Football Conference Championship: 1

San Francisco 49ers: 2023